# Julia Bascom
Julia Bascom   () és un activista estatunidenca pels drets dels autistes. Actualment és la directora executiva de l'Autistic Self Advocacy Network (ASAN, Xarxa d'autodefensa d'autistes), i va substituir Ari Ne'eman com a president de l'ASAN a principis del 2017.

## Activisme
Bascom va treballar anteriorment al New Hampshire State Developmental Disabilities Council. També forma part del consell d’Advance CLASS, Inc. i del consell nacional consultiu sobre discapacitat de Centene. Va ser la subdirectora executiva de l'ASAN i va substituir Ari Ne'eman com a president de l'ASAN el 2017.

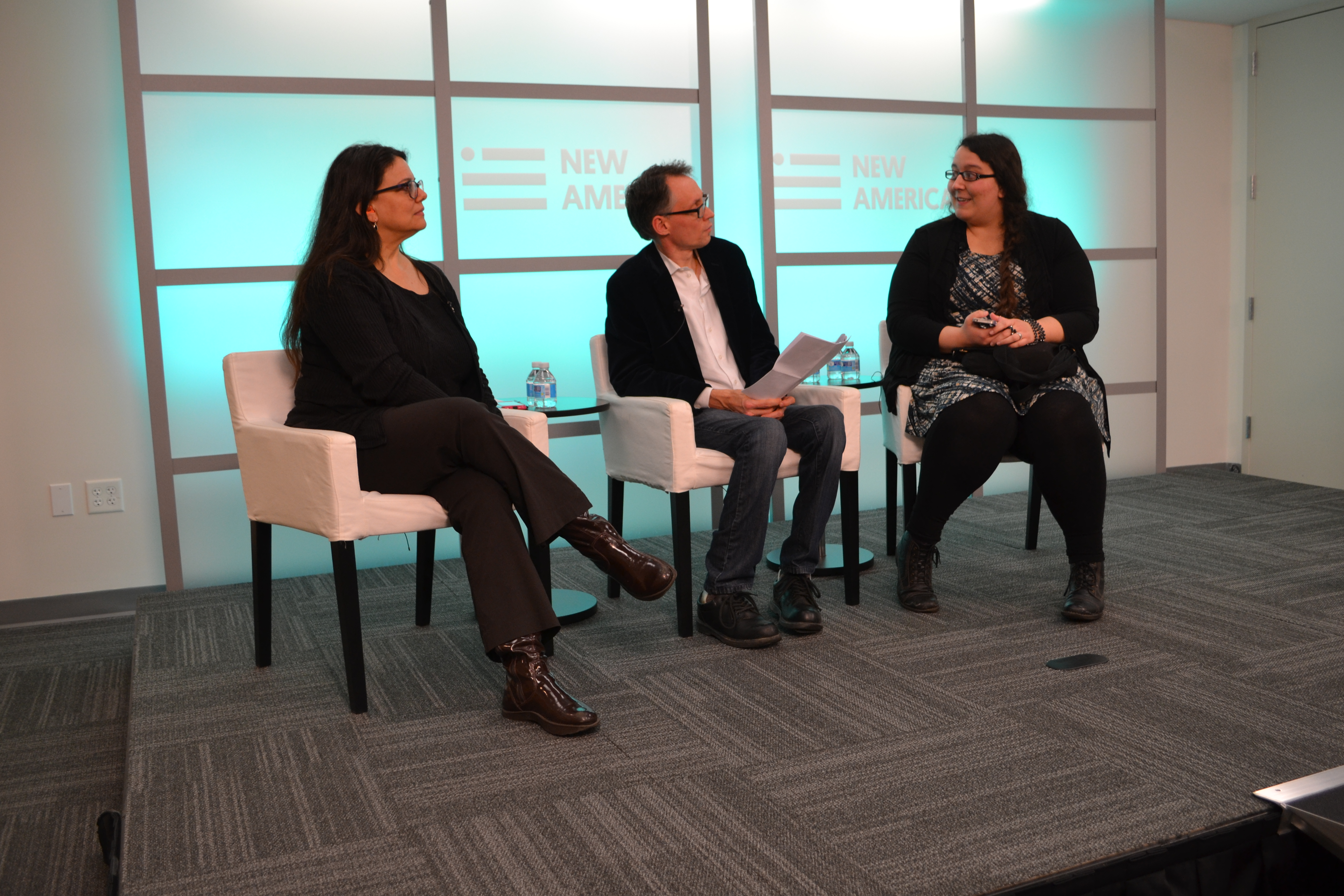
D'esquerra a dreta: Teresa Blankmeyer Burke (Gallaudet University), Lawrence Carter-Long (National Council on Disability), i Julia Bascom (Autistic Self Advocacy Network), 2015

Bascom va ser una dels expertes consultades per crear un personatge autista, Julia, per a l'espectacle infantil Barri Sèsam.
Com a defensora, Bascom subratlla la importància de deixar que els autistes parlin per si mateixos sobre qüestions relacionades amb la seva salut, drets i benestar. Afirma que és important reconèixer que les persones amb autisme són diferents i que «no ens passa res». El 2 d'abril de 2018, Bascom es va dirigir a «l'estat de les dones i les nenes amb autisme» a les Nacions Unides.

## Projecte Mans Fortes
Bascom va organitzar i fundar el projecte Loud Hands (Mans fortes). Loud Hands va ser dissenyat per ser un «projecte transmèdia», és a dir, que utilitza «múltiples formes de contingut: paraules escrites, vídeos, art visual, Internet i molt més». El projecte es va llançar el desembre de 2011 com una campanya de finançament col·lectiu per crear una antologia d'assaigs escrits per autistes. L'antologia resultant, Loud Hands: Autistic People, Speaking, va ser descrita com «innovadora» al llibre NeuroTribes (2015) de Steve Silberman. El projecte ha reunit més de 20 anys de cultura, història i escriptura per part de persones autistes.

## Publicacións
- Loud Hands: Autistic People, Speaking (8 de desembre de 2012) (editora)
- And Straight on Till Morning: Essays on Autism Acceptance (28 de març de 2013) (editora)
- The Obsessive Joy of Autism (21 de maig de 2015)